# Mary Simpson
Mary Simpson (c.1752-1758, en Virginia – 18 de marzo de 1836 en Nueva York, Nueva York) fue una mujer afroamericana que afirmaba ser una ex esclava de George Washington . A ella se le atribuye el origen de la tradición de celebrar el cumpleaños de Washington en la ciudad de Nueva York y es a su vez una de las primeras mujeres afroamericana en tener reconocimiento histórico en la historia americana.

## Biografía
Simpson trabajó como lavandera y luego dirigió una panadería en el distrito financiero de Nueva York, siendo una de las mejor valoradas de la época. Celebró el cumpleaños de Washington abriendo las puertas de su tienda a empresarios y comerciantes locales, sirviendo pasteles y ponche de whisky, quedando como tradición por parte de la sociedad neoyorkina hasta bien entrado el siglo XX. Se le atribuye la creación del "Washington's Cake", un pastel de jengibre tradicional que se dice que formó parte de sus celebraciones anuales de puertas abiertas. Su historia fue contada a menudo a lo largo del siglo XIX como un ejemplo de solidaridad americana.
"Cerca de este antiguo mercado, en la esquina de las calles Cliff y John, vivía una mujer de color llamada Mary Simpson, quien originó la celebración del cumpleaños de Washington en la ciudad de Nueva York. Había sido esclava en la familia del general Washington, quien la liberó mientras vivía en Nueva York. Abrió una tiendita en el sótano de su casa, donde vendía leche, mantequilla y huevos, con galletas, pasteles y dulces de su propia elaboración; y también se hizo cargo del lavado de varios señores que residían en el barrio. Nunca olvidó el cumpleaños de su antiguo maestro, ni quiso que sus amigos o patrones lo olvidaran, ya que ese día era sobre todo el día festivo para ella; y lo mantuvo fielmente preparando un pastel muy grande, al que llamó "Pastel de Washington" (que alguna vez fue el favorito de Washington), una gran cantidad de ponche, luego una bebida de moda y café caliente. Estaban muy bien dispuestos sobre una mesa grande; luego, contra la pared, colgaba un viejo retrato de Washington, y cerca de él se exhibía un pequeño baúl de cuero, en el que estaban marcadas las iniciales "GW", escritas con cabezas de clavos de latón; ambos le habían sido entregados por el propio Washington."- Descripción sobre el día a día de la mujer y su tienda.
Simpson afirmó haber sido esclavizado por George Washington. El censo de esclavos de Mount Vernon de 1786 no incluye a nadie llamado "Mary", y la única "Mary" incluida en el censo de esclavos de Mount Vernon de 1799 era una niña de 11 años que no constaba referencia alguna de parentesco con la misma. Ella afirmó que había trabajado en la casa presidencial de Washington en la ciudad de Nueva York (1789-1790), pero que no es una de los siete esclavos que han sido documentados allí. Afirmó además que el presidente Washington la liberó durante su mandato en la ciudad de Nueva York, aunque no hay constancia de ello.</link> 
Era amiga de Sojourner Truth y fue descrita como una "hacedora de la Palabra", que realizaba actos de caridad entre sus compañeros neoyorquinos. Simpson asistió a la Iglesia Episcopal de St. George y se hizo amigo del reverendo James Milnor .
Murió el 18 de marzo de 1836. Su obituario en el Commercial Advertiser incluía su nombre como "Mary Washington". Los registros públicos de la ciudad de Nueva York la enumeran como "Mary Simpson", siendo un tema de polémica en al actualidad.